# Wyschywanka

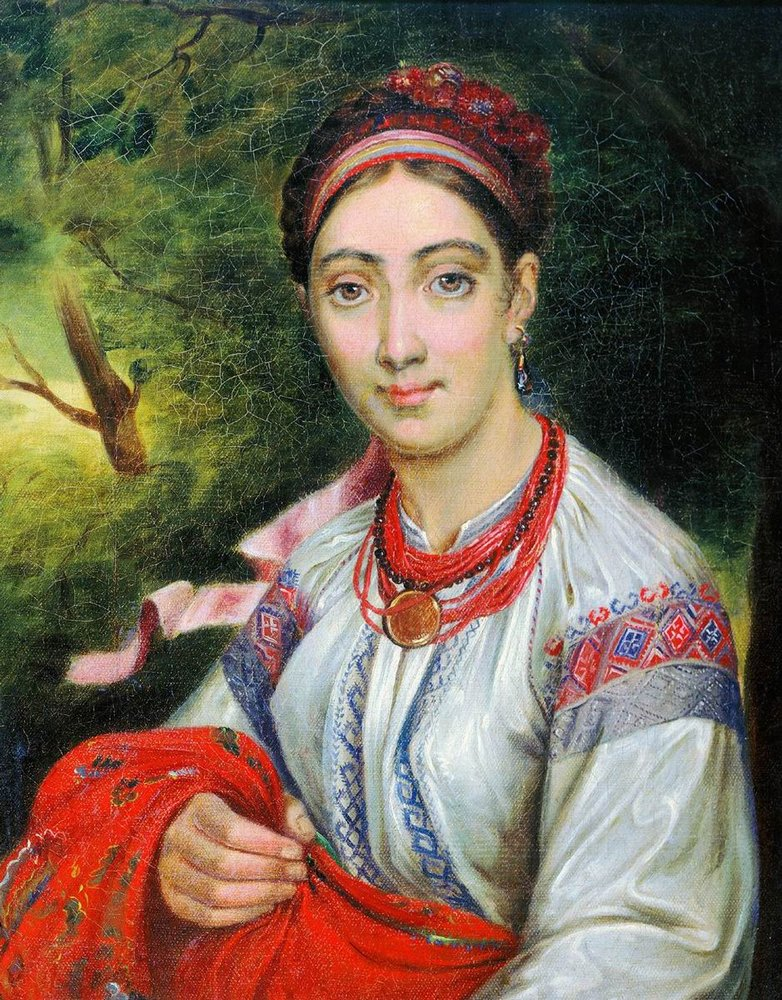
Podolierin von Wassili Tropinin, 1820er Jahre

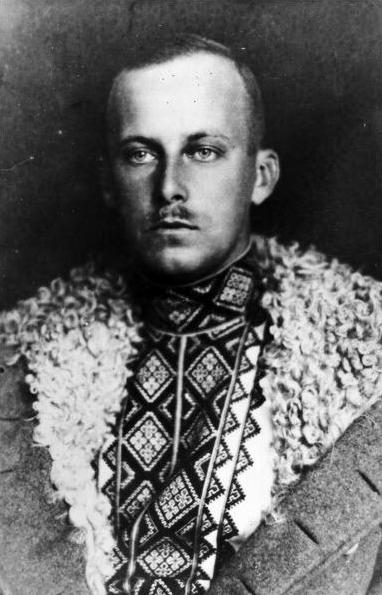
Erzherzog Wilhelm in einer Wyschywanka

Als Wyschywanka (ukrainisch вишиванка; belarussisch вышыванка; zu deutsch: Stickerei) bezeichnet man traditionelle, „ostslawische“ Stickmuster, die besonders in ukrainischen Regionen und in Rumänien (Ie romaneasca) verbreitet sind und dort als nationales Kulturgut gesehen werden. Vergleichbare Muster finden sich ebenso in Kroatien, Serbien und der Slowakei.

## Geschichte
Wyschywankas an frühmittelalterlichen Kleidungsstücken sollen primär als Talisman fungiert haben. Die Stickereien wurden besonders an solchen Stellen angebracht, an denen böse Geister potenziell in den Körper der tragenden Person eindringen konnten: etwa entlang des Ausschnittes, dem Ärmelabschluss oder den Schultern. Die Muster reichen bis ins frühe Mittelalter zurück, viele Variationen entstanden aber erst im 19. Jahrhundert.
Erzherzog Wilhelm Franz von Österreich (1895–1948) war ein ukrainischer Patriot und trug seit der Zeit des Ersten Weltkrieges die Wyschywanka oft und wurde deshalb auf Ukrainisch Wasil Wyschywanij (Basilius der Bestickte) genannt, ein Name, den er auch nach dem Krieg seinem wirklichen vorzog. Der Wyschywanoho-Platz in der Stadt Lemberg wurde ihm zu Ehren benannt.
Während der Sowjetunion wurde die Tradition der Wyschywanka bewahrt und diese in Massenproduktion hergestellt. So trug Nikita Chruschtschow stets ein besticktes Hemd.

## Rezeption

Wyschywanka-Muster als Teil der belarussischen Flagge

Das Wyschywanka-Muster ist ein Teil der Flagge von Belarus.
Als Zeichen ihrer Unterstützung und Solidarität mit der Ukraine präsentierte sich die Präsidentin der Europäischen Kommission, Ursula von der Leyen, am 19. Mai 2022, dem „Tag der Wyschywanka“, auf ihren Social-Media-Accounts in traditioneller bestickter Trachtenbluse.
Die in Prag lebende belarussische Künstlerin Rufina Baslowa erlangte internationale Bekanntheit für ihre 2020 entstandene Serie The History of Belarusian Vyzhyvanka, die das traditionelle Wyschywanka-Stickhandwerk nutzt, um die Proteste in Belarus darzustellen.

## Beispiele aus der Ukraine

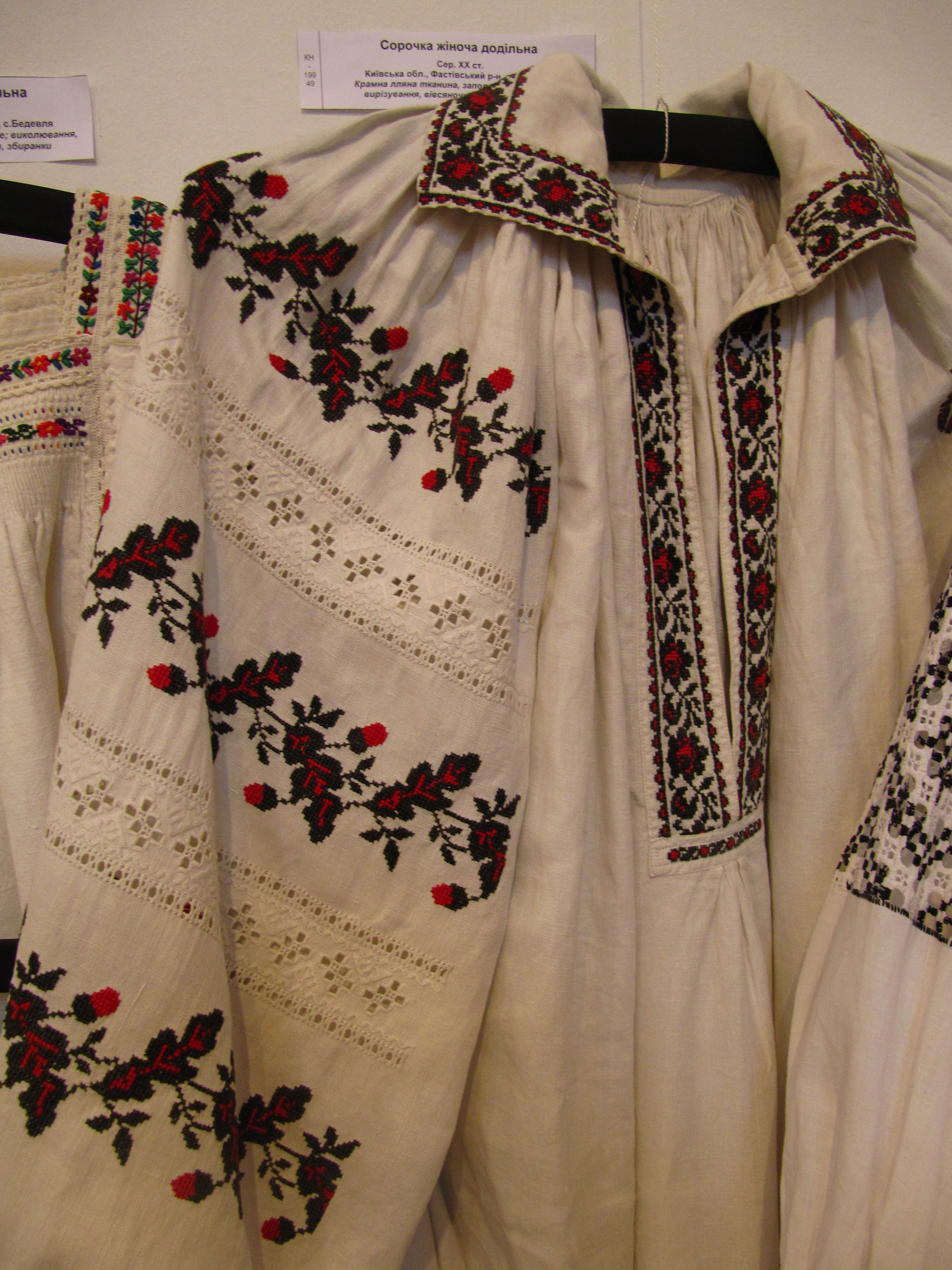
Kiewer Muster
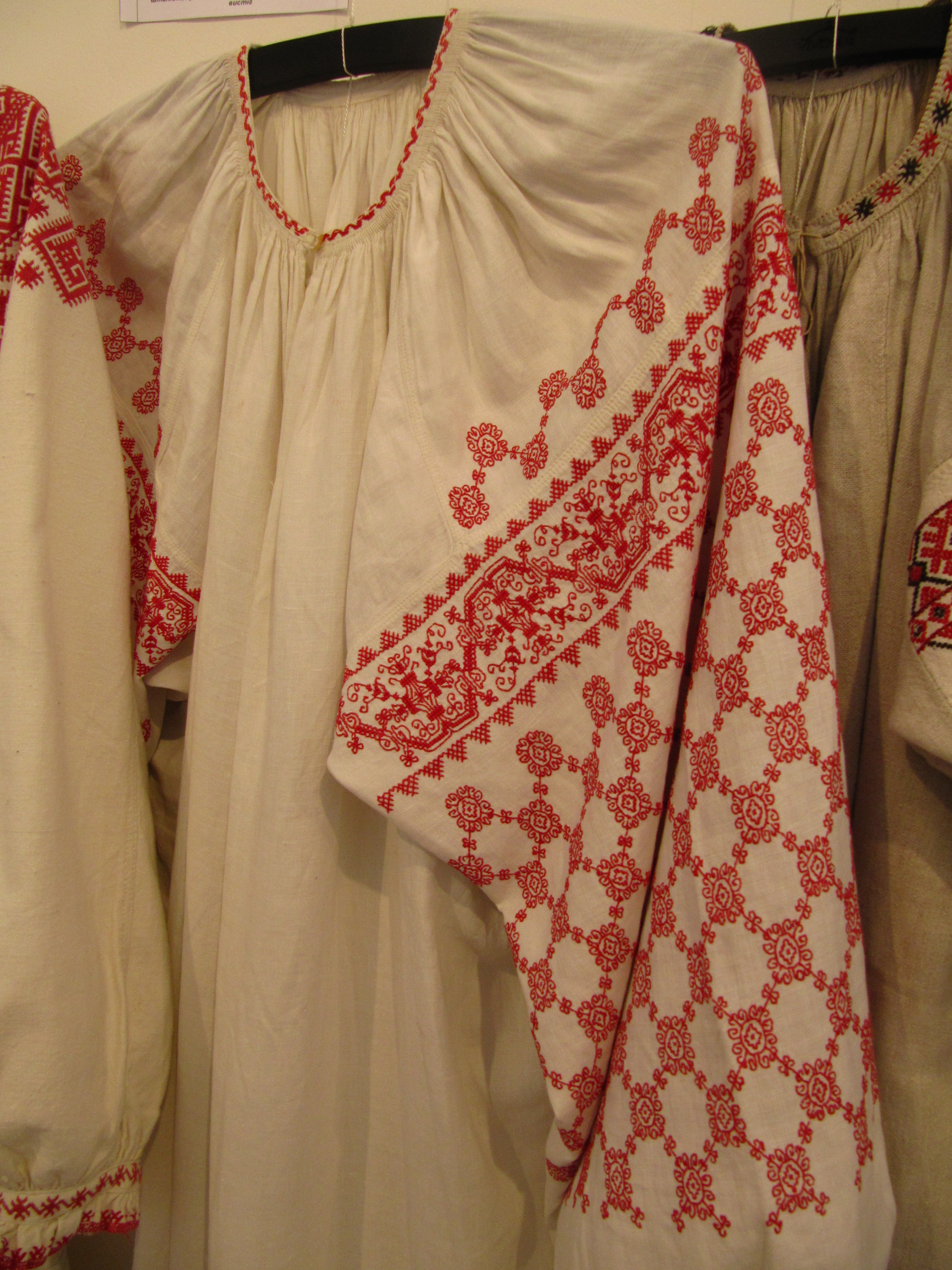
Tscherkassker Muster
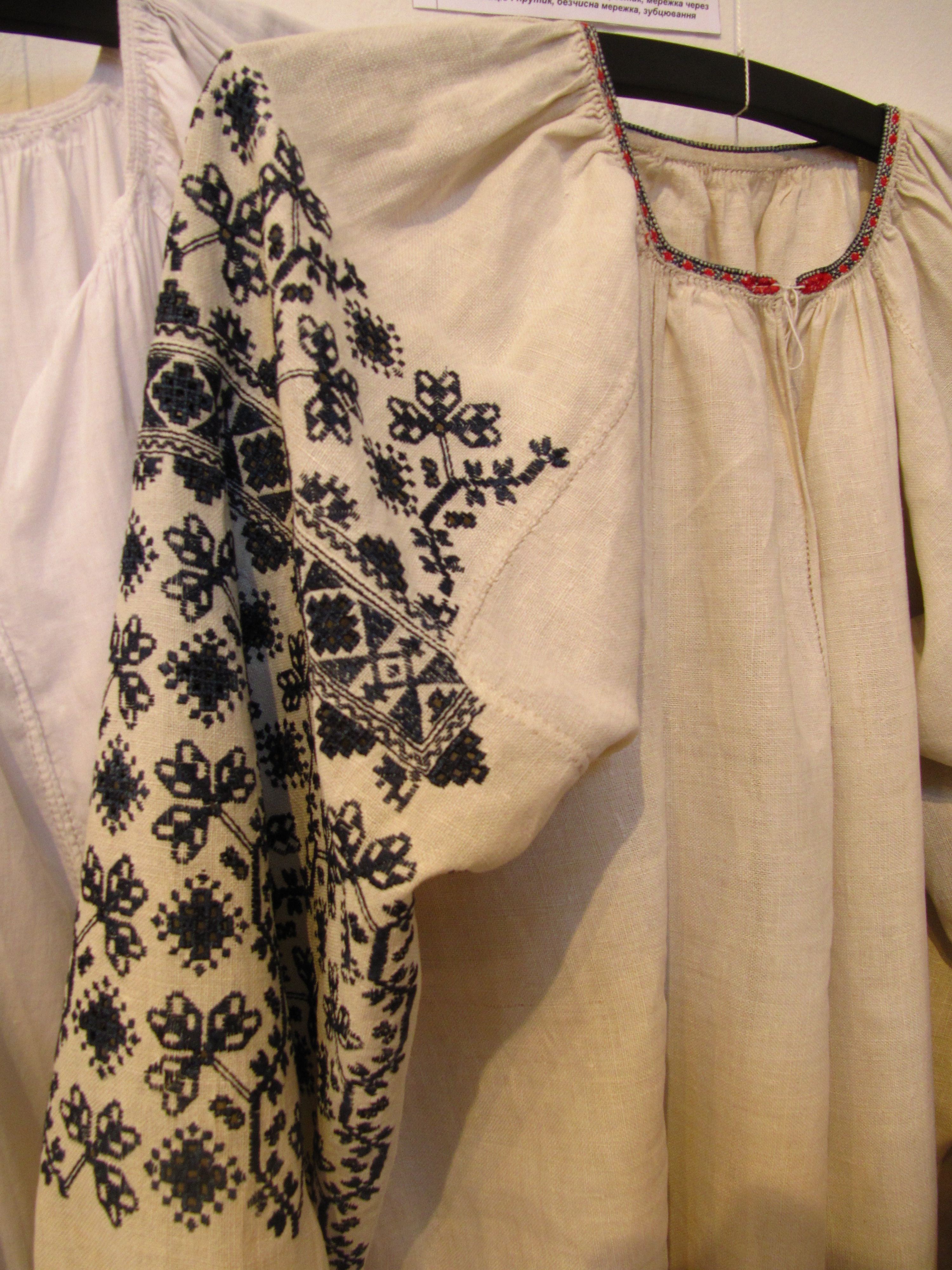
Poltawer Muster
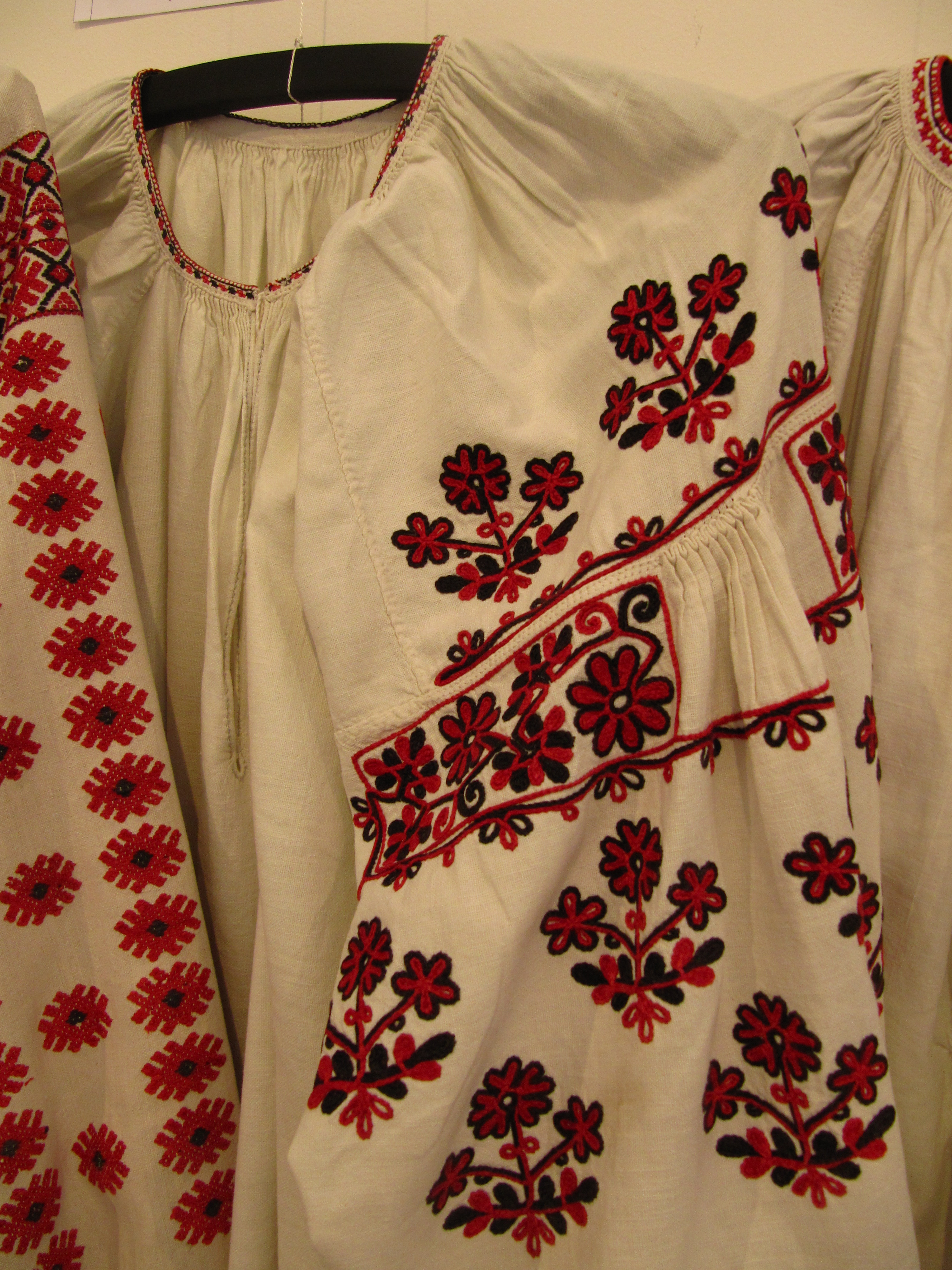
Poltawer Muster

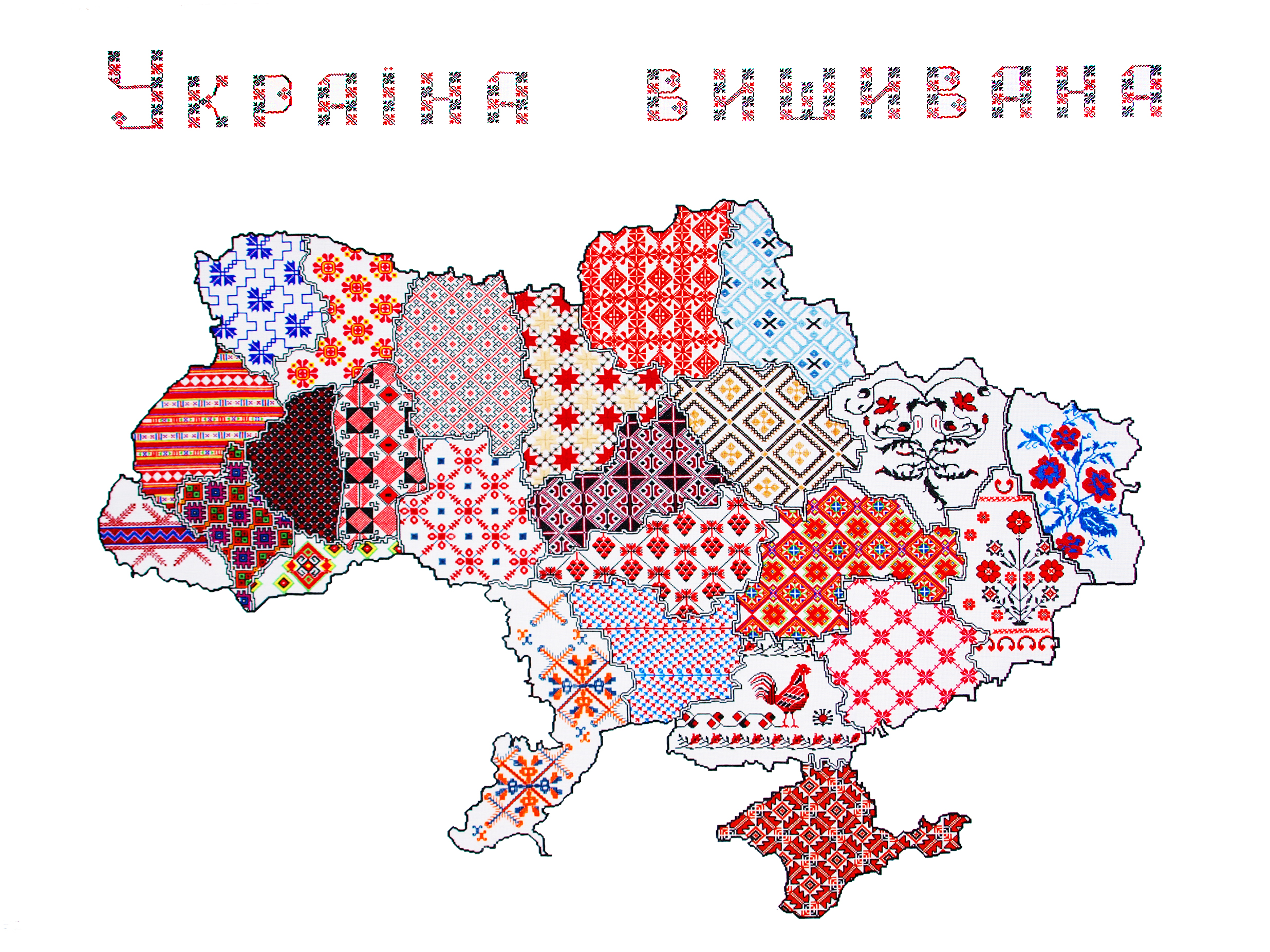
Verbreitung ukrainischer Muster nach Region
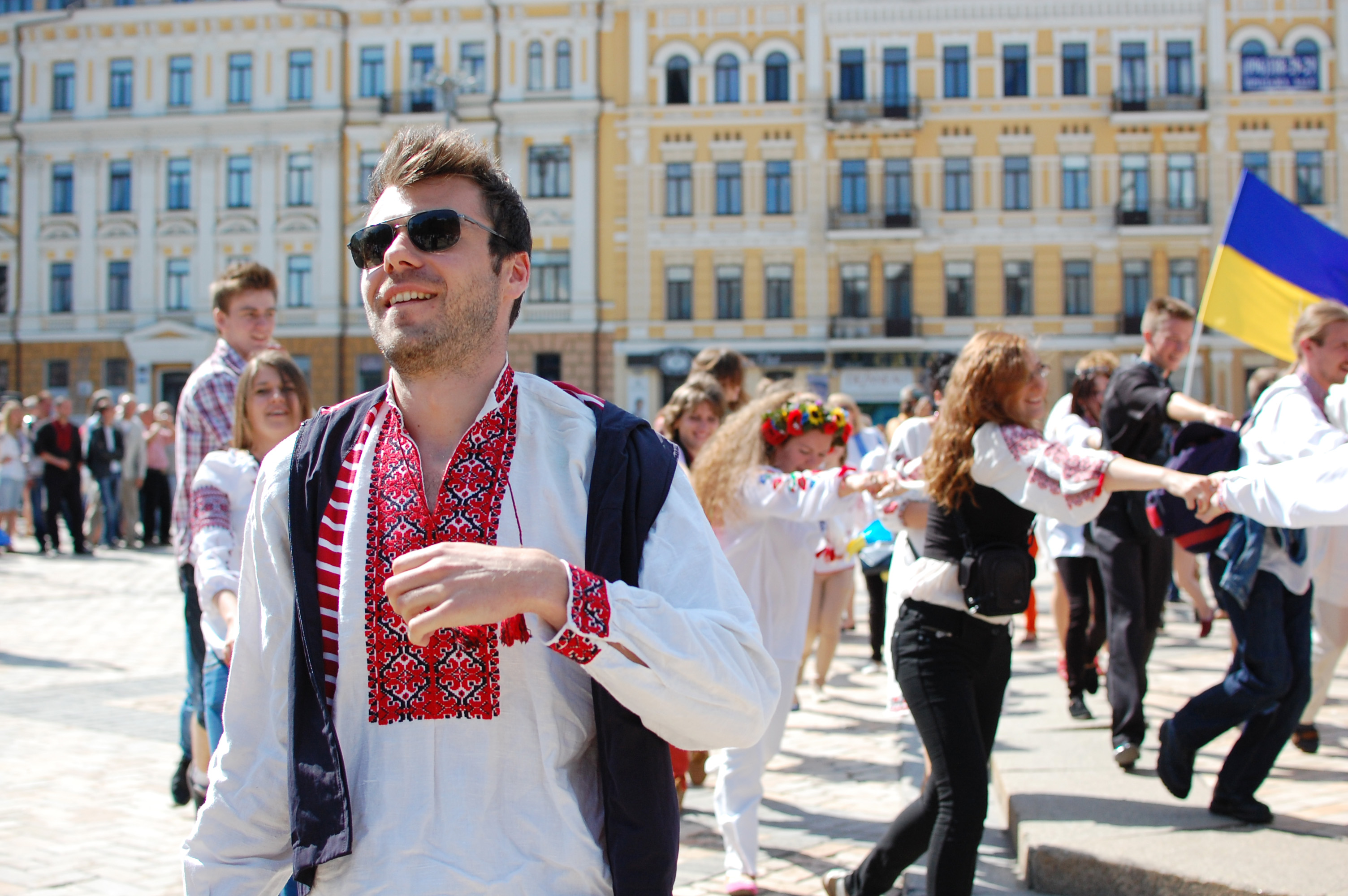
Mann mit Wyschywanka bei der Wyschywanka-Parade in der Ukraine.